# Czesław Białoszewski
Czesław Białoszewski (ur. 24 maja 1909 w Warszawie, zm. 13 marca 2007 w Przasnyszu) – prawnik, działacz sportowy, regionalista.

## Życiorys
Syn Stanisława i Julianny z Malinowskich. Od 1917 roku mieszkał w Przasnyszu. Brat Henryka (1897-1977), założyciela pierwszej drużyny harcerskiej w Przasnyszu i Ryszarda Białoszewskich. W latach 1920–1933 pracował jako goniec w Starostwie Powiatowym w Przasnyszu, następnie w od 1933 do 1938 roku był kancelistą i referentem Starostwa i Wydziału Powiatowego. Aktywnie uprawiał sport w klubach przasnyskich (kolarstwo, piłka nożna, szachy), był też sędzią przasnyskiej drużyny futbolowej. W latach 1938–39 pracował jako kancelista Wydziału Powiatowego w Rypinie.
W okresie II wojny światowej był robotnikiem przymusowym w Prusach, następnie pracował w Zarządzie Młynów (Mühlenverwaltung) w Przasnyszu. Po 1945 roku kierował referatem wojskowym Starostwa Powiatowego w Przasnyszu i prezesował klubowi sportowemu Zryw (Związkowiec) Przasnysz (1945-48). W latach 1948–1950 był wicestarostą ostrołęckim, od 1954 do 1955 – zastępcą Przewodniczącego Prezydium Powiatowej Rady Narodowej w Przasnyszu, w latach 1955-1974 kierownikiem Powiatowej Komisji Planowania Gospodarczego. Na emeryturę przeszedł w 1975 roku.
Członek PPS (1948), PZPR (do 1957), SD (do 1990). Był wieloletnim prezesem Komitetu Powiatowego SD w Przasnyszu. W 1965 roku ukończył Technikum Ekonomiczne w Ciechanowie, następnie studia na Wydziale Prawa Uniwersytetu Warszawskiego (1970).
Był współzałożycielem Powiatowej Komisji Historii, Kultury i Sztuki przy PPRN w Przasnyszu (1957), przekształconej w 1965 r. w Towarzystwo Przyjaciół Ziemi Przasnyskiej. W 1979 roku nadano mu tytuł członka honorowego TPZP. Współpracował z prasą lokalną i regionalną, do Muzeum Historycznego w Przasnyszu przekazał bogaty zbiór wspomnień i opracowań dot. Przasnysza i okolic, jak również wiele dokumentów i pamiątek rodzinnych. Był też ławnikiem Sądu Wojewódzkiego w Ostrołęce.
Odznaczony został Krzyżem Kawalerskim i Krzyżem Oficerskim Orderu Odrodzenia Polski oraz Złotym Krzyżem Zasługi.
Pochowany został na cmentarzu parafialnym w Przasnyszu.